# 독도급 대형수송함
독도급 대형수송함(獨島級 大型輸送艦)은 대한민국 해군 소속의 14,000톤급 강습상륙함이다. 길이 199미터, 폭 31미터, 흘수 6.6미터, 최대속력 23노트(시속43Km)로 승조원은 300여명이며, 근접방어 무기체계 및 단거리 대공 유도탄을 갖추고 있다. 독도함의 함안이동 수단은 헬기와 공기부양 고속상륙정이며, 탑재능력은 헬기 7대, 전차 6대, 상륙돌격장갑차 7대, 트럭 10대, 야포 3문, 고속상륙정 2척, 상륙군 최대 700여명이다.

## 역사
1996년 독도를 놓고 일본과 갈등이 심화되자 당시 김영삼 정부는 일명 김영삼 항모라고 불리는 항공모함 도입을 추진했다. 당시 항공모함 도입 추진은 국방부 장관도 모르게 비밀리에 진행됐다. 10월 서울 에어쇼에서 현대중공업은 2012년 취역을 목표로 우리 해군의 항공모함 건조를 계획 중이라며 길이 197m, 폭 24m, 배수량 1만5000t. 해리어 20대 탑재의 소형 항공모함 모형을 공개했다.
- 1996년 10월 항공모함, 길이 197m, 폭 24m, 배수량 15,000t. 해리어 20대, 2012년 취역
- 독도급, 길이 199m, 폭 31m, 배수량 14,300t, 2007년 취역

독도함은 상륙작전을 위한 병력과 장비수송을 기본 임무로 하는 대형수송함으로, 해상기동부대나 상륙기동부대의 기함이 되어 대수상전, 대공전, 대잠전 등 해상작전을 지휘 통제하는 지휘함의 기능을 수행한다. 또한 재난 구조, 국제평화 유지 활동 등 국가 정책 지원에도 활용할 수 있는 다목적 함정이다.

## 66기동함대
미사일구축함 2척,범용구축함 4척과 구축함의 함재헬기 6기로 편성된 66기동함대의 지원함으로써 운용되고있다.
이와 대응되는 개념으로써 1995년 구성된 헬기구축함 1척,미사일 방공구축함 2척,범용구축함 5척과 그 함재기로 이루어진 해상자위대의 88함대가 있다. 다만 이후 헬기구축함의 함재기 수 증가와 미사일 구축함의 헬기탑재,주력함대의 분산 배치 등의 사유로 88함대라는 개념은 사라지게 되었다.
66기동함대라는 명칭은 비공식적 명칭이다.

## 독도급 함정
1. LPH-6111 독도함
2. LPH-6112 마라도함